# 64e bataillon de tirailleurs sénégalais
Le 64e bataillon de tirailleurs sénégalais (ou 64e BTS) est un bataillon français des troupes coloniales.

## Création et différentes dénominations
- --/--/----: Création du 64e Bataillon de Tirailleurs Sénégalais

## Historique des garnisons, combats et batailles du64eBTS
- 27/04/1917 : le bataillon reçoit en renfort la 4e compagnie et un détachement de la 3e du 87e BTS
- 15/05/1917 : à la suite de la dissolution du 87e BTS, le bataillon reçoit une partie de ses effectifs restants
- 07/08/1918 : le bataillon reçoit des renforts du 106e BTS (3 officiers et 200 hommes).
- 03/12/1918 : le bataillon reçoit des renforts du 83e BTS

### Sources et bibliographie
« Mémoire des hommes », sur defense.gouv.fr (consulté le 9 décembre 2014)